# Hvardiiske, Fastiv
Hvardiiske (în ucraineană Гвардійське) este un sat în comuna Fastiveț din raionul Fastiv, regiunea Kiev, Ucraina.

## Demografie
Componența lingvistică a localității Hvardiiske
     Ucraineană (94,36%)
     Rusă (5,13%)
     Alte limbi (0,51%)
Conform recensământului din 2001, majoritatea populației localității Hvardiiske era vorbitoare de ucraineană (94,36%), existând în minoritate și vorbitori de rusă (5,13%).